# Mirosław Modrzejewski
Mirosław Modrzejewski (ur. 7 stycznia 1964 w Chojnicach) – polski piłkarz występujący na pozycji obrońcy. W latach 1983–1988 w barwach Bałtyku Gdynia rozegrał 50 spotkań w I lidze i zdobył 1 gola. W 1983 roku wraz z reprezentacją Polski do lat 20 wystąpił na młodzieżowych Mistrzostwach Świata.

## Sukcesy

### Polska U-20
- Mistrzostwa Świata U-20

3. miejsce (1): 1983